# Get Some (álbum)
Get Some es el álbum debut de la banda de nu metal estadounidense Snot, publicado el 27 de mayo de 1997. Es el único álbum que cuenta con el vocalista original, Lynn Strait, quien falleció en un accidente automovilístico el 11 de diciembre de 1998, cuando un camión chocó su auto, matándolo a él y a su perro de raza Bóxer, Dobbs.

## Lanzamiento y recepción
Grabado en octubre y noviembre de 1996, el álbum fue lanzado el 13 de mayo de 1997 por Geffen Records.
La empresa australiana Vinyl Group Ltd reflejó en 2015 que, "cuando Snot lanzó su álbum debut Get Some en 1997, fue anunciado como una de las propuestas más melódicas y cargadas de groove de la escena nu metal", añadiendo que "el álbum encontró inmediatamente el favor de la crítica".
En 2022, Revolver incluyó a Get Some en una lista de "Las 5 mejores maravillas de un solo álbum", y etiquetó la música como una mezcla de "funk-rock al estilo de los Red Hot Chili Peppers con thrashers hardcore veloces y rap metal bullicioso al estilo de Limp Bizkit".

## Lista de canciones
Todas las letras están escritas por Lynn Strait, excepto "Tecato", escrita por Lynn Strait y Peter Gardner; toda la música está compuesta por Snot.
1. "Snot" – 3:23
2. "Stoopid " – 3:53
3. "Joy Ride" – 2:26
4. "The Box" – 3:25
5. "Snooze Button" – 4:17
6. "313" – 2:25
7. "Get Some" – 4:56
8. "Deadfall" – 2:19
9. "I Jus' Lie" – 3:34
10. "Get Some O' Deez" – 0:58
11. "Unplugged" – 4:11
12. "Tecato" – 4:30
13. "Mr. Brett" (feat. Theo Kogan) – 2:13
14. "Get Some Keez" – 2:46
15. "My Balls" – 2:58

## Personal
- Mike Doling - guitarra
- John Fahnestock - bajo
- Jamie Miller - batería
- Lynn Strait - voz
- Sonny Mayo - guitarra

Producido por T-Ray
- Dave Fortman - guitarra - Deadfall
- Glenn Nelson - Banjo - Deadfall